# Craterul Shunak

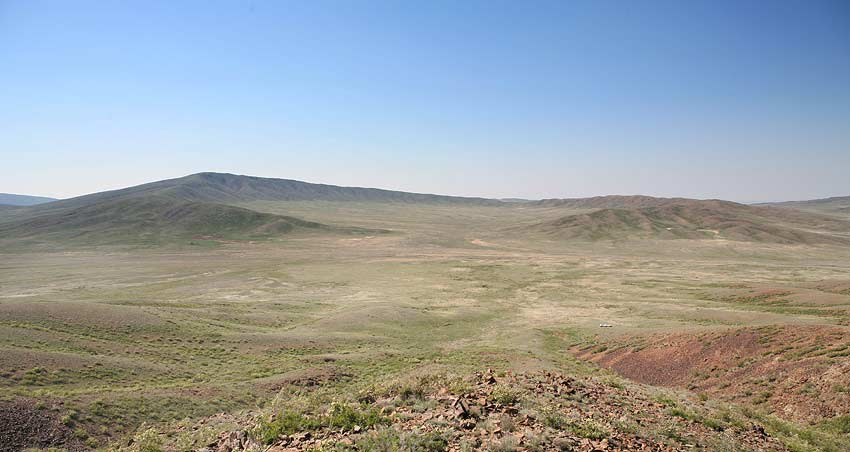
Craterul Shunak

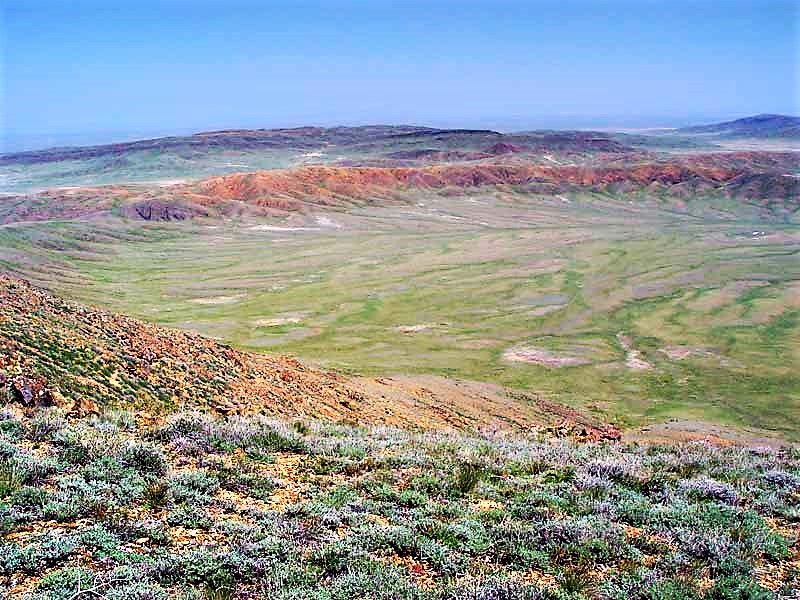
Craterul Shunak

Shunak este un crater de impact meteoritic situat în sud-estul provinciei Karagandy din Kazahstan.

## Date generale
Are 2,8 km în diametru și are vârsta estimată la 45 ± 10 milioane ani (Eocen). Craterul este expus la suprafață.